# La Cruz (Tabasco)
La Cruz es una ranchería del municipio de Jalpa de Méndez ubicado en la subregión centro del estado mexicano de Tabasco.

## Geografía
La localidad de La Cruz se sitúa en las coordenadas geográficas 18°09′41″N 93°08′15″O / 18.161389, -93.137500, a una elevación de 9 metros sobre el nivel del mar.

## Demografía
Según el Conteo de Población y Vivienda 2020, efectuado por el Instituto Nacional de Estadística y Geografía, la localidad de La Cruz tiene 499 habitantes, de los cuales 243 son del sexo masculino y 256 del sexo femenino. Su tasa de fecundidad es de 2.18 hijos por mujer y tiene 149 viviendas particulares habitadas.
| Gráfica de evolución demográfica de La Cruz entre 1950 y 2020 |
|                                                               |
| INEGI.                                                        |